# HMS Blonde (1910)
A HMS Blonde a Brit Királyi Haditengerészet egyik Blonde-osztályú felderítőcirkálója volt. A cirkáló építését 1909 decemberében kezdték a Pembroke Dockyard hajógyárban. A hajót 1910. július 22-én bocsátották vízre, majd 1911 májusában fejezték be építését.
Testvérhajójához, a HMS Blanche-hoz hasonlóan a Blonde is a korábbi Boadicea-osztály továbbfejlesztésének tekinthető. Az új hajókon viszont elődjeihez képest több 102 mm-es ágyú volt, valamint ezeken a hajókon jelentek meg elsőként az 533 mm-es torpedóvető csövek. A Blonde-ot eredetileg arra tervezték, hogy együtt szolgáljon a romboló rajokkal, így 1911 és 1912 közt a Földközi-tengeren szolgáló 7. rajhoz került. Később, 1912-ben azonban kiderült, hogy a Blonde legalább 2,5 csomóval  lassabb, mint a flotta legtöbb rombolója, ezért alkalmatlan eredeti feladatának ellátására.
Az első világháború idején a hajó a Nagy Flotta 4. csata rajánál kezdte szolgálatát, de később más rajokhoz is áthelyezték. 1916 nyarára már egy másik raj tagja lett, így nem is vett részt a jütlandi csatában. 1917 szeptemberében a Blonde-ot átalakították aknatelepítő hajóvá, de ebben a szerepében soha nem vett részt bevetésen. A háborút követően a hajót elavultnak és feleslegesnek találták, ezért 1920. május 6-án eladták szétbontásra a T. C. Pas-nak, majd Hollandiában szétbontották.